# ОРМ-52

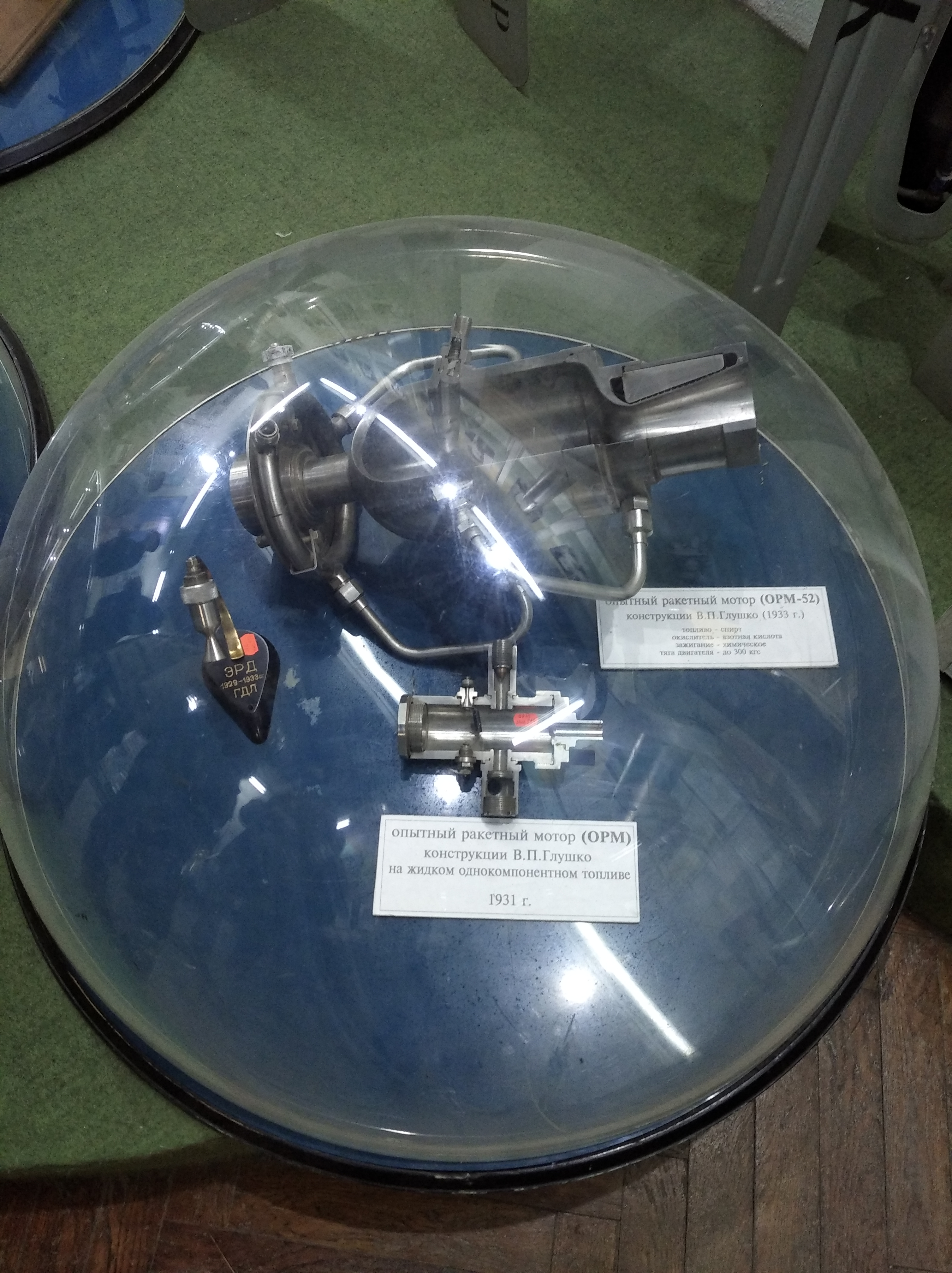
Двигатель в разрезе (сверху)

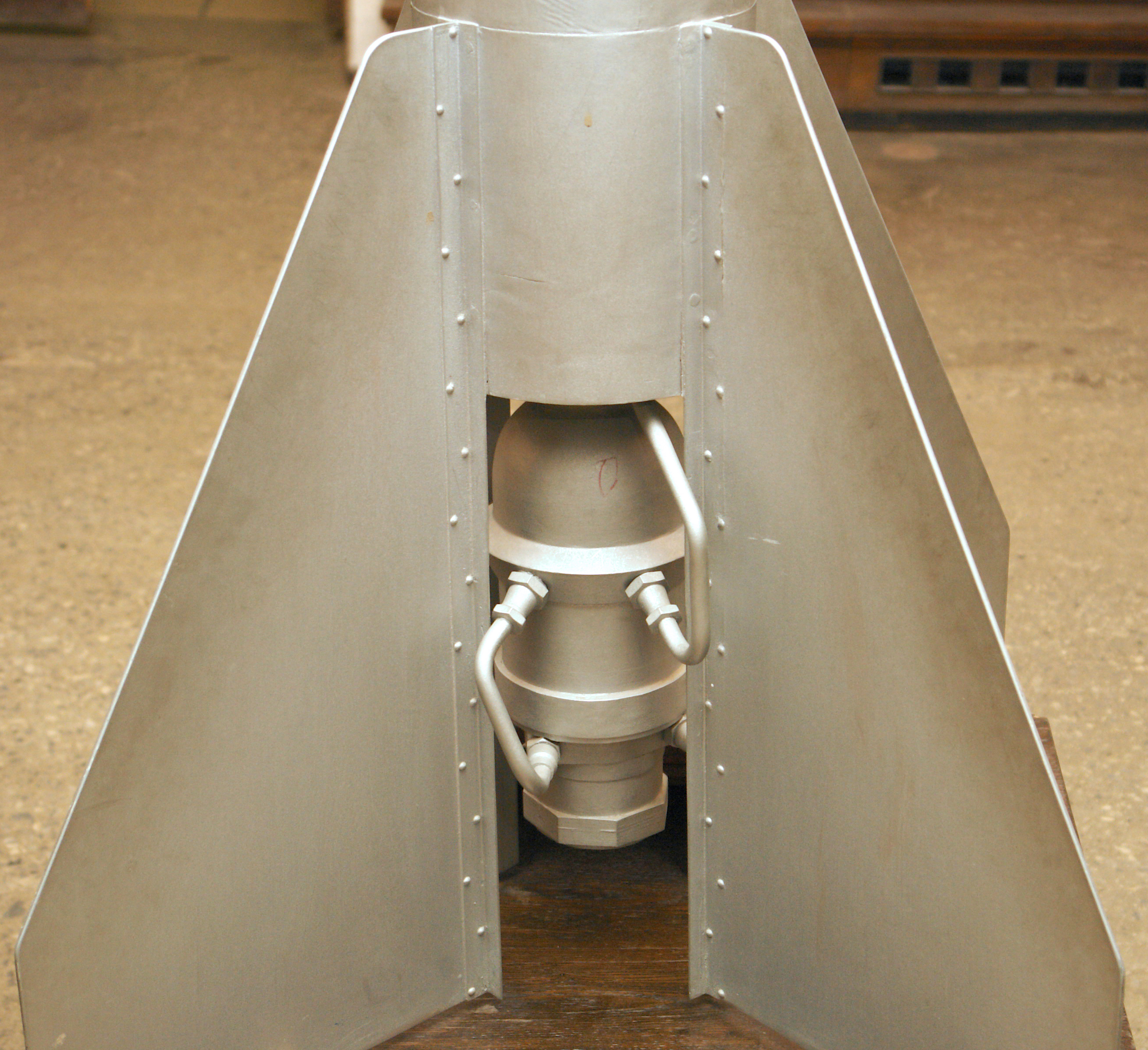
Двигатель в составе ракеты РЛА-2

ОРМ-52 — экспериментальный жидкостный ракетный двигатель. Разработан в ГДЛ В. П. Глушко в 1933, развивавший реактивную тягу в 3000 Н. Топливо — керосин, окислитель — азотная кислота. Зажигание химическое. Использовался для ракет, морских торпед, (в качестве вспомогательного) для самолётов. Удельный импульс — 210 с. Давление в камере сгорания — 25 атм. Материал камеры сгорания — сталь. Форма цилиндрическая со сферической головкой. У камеры сгорания внутреннее охлаждение, крышка камеры (спиральное оребрение) — регенеративное, кислотой. Сопла конической формы с раскрывом 20 градусов. Диаметр критического сечения — 32 мм. Центробежные форсунки с обратными клапанами, 6 шт.